# Plectiscidea hirsuta
Plectiscidea hirsuta är en stekelart som beskrevs av Dasch 1992. Plectiscidea hirsuta ingår i släktet Plectiscidea och familjen brokparasitsteklar. Inga underarter finns listade i Catalogue of Life.